# Mugunzu
Mugunzu ist ein Bezirk (Ward) des Distriktes Kakonko in der tansanischen Region Kigoma.

## Geografie
Mugunzu liegt nahe der Grenze zu Burundi im Nordwesten von Tansania. Der Bezirk hat eine Größe von 83,81 Quadratkilometern und 10.859 Einwohner (Volkszählung 2022).

## Gliederung
Der Bezirk besteht aus 3 Gemeinden (Mtaa) mit 29 Orten (Kitongoji):
| Mugunzu - Kanyogoro - Kahambwe A - Kahambwe B - Kahambwe C - Kafunzo - Shuleni - Narubura A - Narubura B - Majengo | Kiduduye - Kumvumu - Mahulilo - Kumnazi - Kayogoro - Kitabambogo - Nyabugole - Kumhona - Kiduduye - Nyakasanda - Kumgarika | Nyagwijima - Kanyamanza A - Kanyamanza B - Kahongoro - Kiniha - Masabilo - Rutamba - Muhelo - Rukolelo - Nyagwijima - Nyamgaye |

## Infrastruktur
- Gesundheit: Für die medizinische Versorgung der Bevölkerung steht in Mugunzu eine Apotheke zur Verfügung.[6]
- Bildung: Im Bezirk befindet sich eine 2006 eröffnete, staatliche weiterführende Schule, die auch Unterkunftsmöglichkeiten anbietet.[7]